# Steinburg (Finneland)
Steinburg ist ein Ortsteil der Gemeinde Finneland im Burgenlandkreis in Sachsen-Anhalt.

## Lage
Das Dorf Steinburg liegt zwischen Weimar und Halle (Saale) auf 209 Meter Höhe. Es befindet sich zudem an der Kreisstraße 2256 an  einer ehemaligen strategischen maulschlüsselartigen Waldumfriedung der nördlich vorgelagerten Anhöhen An der Finne.

## Geschichte
Die urkundliche Ersterwähnung fand am 15. Mai 1306 statt.
Der Ort Steinburg hat seinen Ursprung in einer Burganlage, die schon zwischen dem 8. und 10. Jahrhundert vorhanden war. Reste dieser Holz-Erde-Burg lassen auf eine größere, zweiteilige Anlage schließen, die später von Schloss, Gut und Dorf überbaut wurde. Das Patrozinium der Kirche, Burkhardus, lässt eine fränkische Herkunft vermuten. Die Herrschaft bzw. die Besitzer von Steinburg haben im Laufe der Jahrhunderte häufiger gewechselt. 
Die 1306 erstmals urkundlich erwähnte Burg wird durch Heinricus de Steinburgk, einen Ministerialen des Grafen Friedrich von Rabenswalde, verwaltet. 1349/50 war sie im Besitz des Johann von Steinburg, Lehnsnehmer des Markgrafen Friedrich des Strengen. 1360 erscheint ein Ritter Luthulf Marschall auf der Steinburg. 1383 war sie im Besitz der Edlen Herren von Querfurt, 1426 werden Hans und Brun von Querfurt mit der Steinburg belehnt. Es folgte die Familie von Koller 1439 als Lehnsnehmer des Landgrafen in Thüringen; sie wird auch 1501 als Besitzer im Amt Eckartsberga im albertinischen Thüringen genannt. In dieser Zeit (1486) u. a. wird Marienroda unter wüstenung ztu Mergerode als Zubehör der Herrschaft Steinburg aufgeführt, das vermutlich ein Vorwerk des Rittergutes war. Auch Borgau/ „Pergau“, das 1209 urkundlich unter den Pfortenbesitzungen als Burkauwe erwähnt wurde, war nach dem Lehnbrief 1486 Bestandteil der Herrschaft Steinburg, bei der es geblieben ist. Als Teil des Amtes Eckartsberga gehörte Steinburg von 1547 bis 1815 zum Thüringer Kreis des Kurfürstentums (ab 1806 Königreichs) Sachsen. 1597 folgte die Familie von Miltitz und danach bis 1686 die Familie von Selmnitz.
1597 wurde die Burg durch einen Brand zerstört. Im Zuge des Dreißigjährigen Krieges kam es zu weiteren Schäden und Plünderungen, 1644 galt die Burg als wüst. 1686 verkaufte Ernst Friedemann von Selmnitz das Gut an seinen Schwiegersohn Gerlach Heino von Münchhausen. Dieser setzte die Burg wieder instand. 1710 erbte den Besitz sein Sohn Philipp Adolph von Münchhausen. Zu erwähnen ist auch dessen Enkel Philipp Adolph Friedrich von Münchhausen, der sich nachhaltig um die Abschaffung des Frondienstes bemühte. Die Familie von Münchhausen legte auch den Park an und verblieb in Steinburg bis zur Enteignung durch die Bodenreform 1945. Der Steinburger Linie der Familie gehörte ab 1764 auch das Gut Bettensen bei Hannover. Noch heute kann man auf dem Steinburger Friedhof historische Grabplatten derer von Münchhausen besichtigen.
Nach der Bodenreform war die Burg 1947 Kinderheim, Ferienheim der Caritas und später Schulungsheim der Gesellschaft für Sport und Technik. Ab 1971 nutzte die Martin-Luther Universität Halle sie als Kinderferienlager. Seit 1997 ist sie wieder in privater Hand, steht aber leer. Das im 15. Jahrhundert erbaute Schloss, mit Schlosspark und Teich, ist über die Gemeindegrenzen hinaus bekannt. Der dreiflügelige Bau mit barockisierten Fensterachsen und Treppenturm scheint intakte Dächer zu haben, harrt aber ansonsten einer Sanierung.
Am 1. Juli 1950 wurde die bis dahin eigenständige Gemeinde Borgau eingegliedert.
Am 1. Juli 2009 wurde Steinburg in die neue Gemeinde Finneland eingegliedert. Der letzte Bürgermeister war Johann Lins. 2012 lebten im Ortsteil 101 Personen.

## Bauwerke
- Schloss Steinburg mit Schlosspark und Teich, erbaut im 15. Jahrhundert.
- Kirchenruine
- Toreinfahrt und Pforte am Grundstück Nr. 12

## Verkehr
Östlich des Ortes verläuft die Bundesstraße 250, die von Eckartsberga nach Bad Bibra führt, sowie die Bundesstraße 176 nördlich von Steinburg.